# Anchonastus
Anchonastus is een geslacht van spinnen uit de  familie van de Sparassidae (jachtkrabspinnen).

## Soorten
- Anchonastus caudatus Simon, 1898
- Anchonastus gertschi Lessert, 1946
- Anchonastus pilipodus (Strand, 1913)
- Anchonastus plumosus (Pocock, 1899)